# Gymnostachyum trichosepalum
Gymnostachyum trichosepalum là một loài thực vật có hoa trong họ Ô rô. Loài này được Merr. mô tả khoa học đầu tiên năm 1925.